# Kationty II. třídy
Kationty II. třídy je skupina kationtů sulfanové zkoušky srážecí analýzy, jejichž srážecím činidlem je H2S, se kterou vytvářejí nerozpustné sulfidy. Dělíme je na dvě podtřídy:
- Kationty II.A třídy - Hg2+, Cu2+, Cd2+, Bi3+; nerozpustné v (NH4)2SX.

- Kationty II.B třídy - As3+, As5+, Sb3+, Sb5+, Sn2+, Sn4+; rozpustné v (NH4)2SX.

## Dělení na podtřídy
Do roztoku zavádíme několik minut sulfan - vytvoří se různobarevné sraženiny, které zfiltrujeme.
Hg2+ + S2− → HgS ↓ černá
Cu2+ + S2− → CuS ↓ černá
Cd2+ + S2− → CdS ↓ žlutá
2Bi3+ + 3S2− → Bi2S3 ↓ hnědá
2As3+ + 3S2− → As2S3 ↓ žlutá
2As5+ + 5S2− → As2S5 ↓ žlutá
2Sb3+ + 3S2− → Sb2S3 ↓ oranžová
2Sb5+ + 5S2− → Sb2S5 ↓ oranžová
Sn2+ + S2− → SnS ↓ hnědá
Sn4+ + 2S2− → SnS2 ↓ žlutá
Filtračním papírem prolejeme polysulfid amonný, čímž rozpustíme kationty II.B třídy. Ve výsledku nám na filtračním papíře zůstanou kationty II.A třídy, zatímco ve filtrátu kationtu II.B třídy.
As2S3 + 3(NH4)2SX → 2(NH4)3AsS3 ⊙ + 3(x-1)S ↓ žlutá
As2S5 + 3(NH4)2SX → 2(NH4)3AsS4 ⊙ + 3(x-1)S ↓ žlutá
Sb2S3 + 3(NH4)2SX → 2(NH4)3SbS3 ⊙ + 3(x-1)S ↓ žlutá
Sb2S5 + 3(NH4)2SX → 2(NH4)3SbS4 ⊙ + 3(x-1)S ↓ žlutá
SnS + (NH4)2SX → (NH4)2SnS3 + (x-2)S ⊙ + S ↓ žlutá
SnS2 + (NH4)2SX → (NH4)2SnS3 + (x-1)S ⊙ + S ↓ žlutá

## Dělení a důkazy kationtů II.A třídy
Ke sraženinám sulfidů II.A třídy přidáme HNO3 (1:1), čímž dojde k rozpuštění Cus ↓, CdS ↓ a Bi2S3 ↓. HgS ↓ zůstane ve formě sraženiny, kterou od roztoku oddělíme filtrací.
HgS ↓ převedeme do roztoku rozpuštěním ve směsi HNO3 a HCl.
HgS + 8HNO3 + 2HCl → HgCl2 ⊙ + H2SO4 + 8NO2 + 4H2O
K filtrátu přidáme vodný roztok NH3 - dojde k vysrážení bismutitého kationtu, zatímco měďnatý a kademnatý kation zůstanou ve formě roztoku:
Bi + 3OH− → Bi(OH)3 ↓ bílá
Cu2+ + 4NH3 → [Cu(NH3)4]2− ⊙ modrý
Cd2+ + 4NH3 → [Cd(NH3)4]2− ⊙ bezbarvý
Roztok s bismutitou sraženinou přefiltrujeme - nyní můžeme k rozdělení Cu2+ a Cd2+ použít dva různé postupy:
- 1. postup

K filtrátu přidáme H2SO4 o c=1 mol/l a železné piliny - dojde k vysrážení mědi. Cd2+ v roztoku dokážeme přidáním H2S:
Cd2+ + S2− → CdS ↓ žlutá
- 2. postup

K filtrátu přidáme roztok KCN - dojde k vytvoření bezbarvých roztoků: [Cu(CN)4]2−, [Cd(CN)4]2−; přidáním H2S dokážeme Cd2+ jeho vysrážením.

### Ostatní důkazy kationtů II.A třídy
Po oddělení jednotlivých kationtů je můžeme dokázat pomocí několika dalších činidel.

#### Důkazy Hg2+
Hg2+ + S2− → HgS ↓ černá; dále: HgS + 8HNO3 + 2HCl → HgCl2 ⊙ + H2SO4 + 8NO2 + 4H2O; dále: HgCl2 + SnCl2 → SnCl4 + Hg2Cl2 ↓ bílá
Hg2+ + 2I− → HgI2 ↓ červená; v nadbytku I−: HgI2 + 2I− → [HgI4]2− ⊙ bezbarvý

#### Důkazy Cu2+
Cu2+ + NH3 → [Cu(NH3)4]2+ ⊙ sytě modrý
Cu2+ + [Fe(CN)6]4− → Cu2[Fe(CN)6] ↓ hnědá (Hatchettova hněď)
Cu2+ + 2OH− → Cu(OH)2 ↓ modrá; pokud přivedeme sraženinu k varu: Cu(OH)2 → CuO ↓ černá + H2O

#### Důkazy Cd2+
Cd2+ + S2− → CdS ↕ žlutá
Cd2+ + 2OH− → Cd(OH)2 ↓ bílá
Cd2+ + NH3 → [Cd(NH3)4]2+ ⊙ bezbarvý
Cd2+ + 4CN− → [Cd(CN)4]2− ⊙ bezbarvý

#### Důkazy Bi3+
2Bi3+ + 3S2− → Bi2S3 ↓ hnědá
Bi3+ + 3OH− → Bi(OH)3 ↓ bílá
Bi3+ + 3I− → BiI3 ↓ červená